# Oestomantis bacillaris
Oestomantis bacillaris är en bönsyrseart som beskrevs av Giglio-tos 1914. Oestomantis bacillaris ingår i släktet Oestomantis och familjen Toxoderidae. Inga underarter finns listade i Catalogue of Life.